# Chrzest dzieci

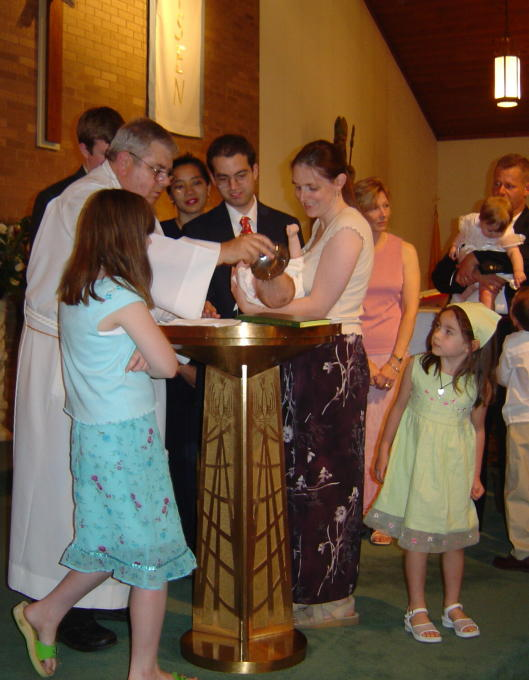
Chrzest dzieci.

Chrzest dzieci – praktykowane w wyznaniach chrześcijańskich skupiających większość wiernych – katolicyzmie, prawosławiu i ewangelicyzmie – udzielanie sakramentu chrztu małym dzieciom (najczęściej wkrótce po urodzeniu).

## Historia chrztu niemowląt i dzieci
Egzegezy Pisma Świętego uzasadniającej obmycie z grzechu pierworodnego przez chrzest niemowląt dokonały Synody w Kartaginie w liście z 252 roku i w 418 roku. Stanowisko to potwierdziły Sobór Powszechny w Vienne, Sobór Florencki (1442), Sobór trydencki, a także prace Orygenesa, Cypriana, Augustyna i dokumenty papieży Syrycjusza i Innocentego I. Chrzest postrzegany jest nie tylko jako znak wiary, lecz także jako jej przyczyna (Sobór trydencki, Dekret De sacramentis (DS 1606). Aluzję do sakramentu chrztu i jego absolutnej konieczności do zbawienia odnajdujemy w Ewangelii według Jana: „Jezus odpowiedział: «Zaprawdę, zaprawdę, powiadam ci, jeśli się ktoś nie narodzi z wody i z Ducha, nie może wejść do królestwa Bożego”(J 3, 5; BT z kom.) co w Kościele katolickim interpretowane jest jako wezwanie do udzielenia „nieskończonego dobra” dla wszystkich dzieci.
Obrzęd ten praktykowany jest w Kościele prawosławnym, gdzie używana jest formuła: „dopuśćcie dziatkom przychodzić do mnie” (Mk 10,14), Kościele luterańskim: „Dzieci chrzcimy i prosimy Boga, by udzielił im wiary” i Kościele ewangelicko-reformowanym.